# فهرست سفیران بریتانیا در ایران
سفیر بریتانیا در ایران عالی‌ترین دیپلمات بریتانیا در ایران، و مسئول سفارت بریتانیا در ایران است. عنوان رسمی او سفیر اعلیحضرت در جمهوری اسلامی ایران است.
اگرچه بریتانیا و ایران تا سال ۱۸۰۷ وارد روابط رسمی دیپلماتیک نشدند، انگلیس و ایرانیان از اوایل قرن هفدهم در تماس غیررسمی بودند، زمانی که شرکت هند شرقی پیوندهای تجاری را با پادشاهی ایران ایجاد کرد. در ابتدا، مأموریت‌های دیپلماتیک شامل یک هیئت بودند تا اینکه در سال ۱۹۴۳ به وضعیت سفارت ارتقا یافتند.
نخستین و قدیمی‌ترین سابقه‌ای که از دیدار یک انگلیسی در دست است مأموریت «سر جفری دو لانگلی» (به انگلیسی: Geoffrey de Langley) است که در سال ۱۲۹۰ میلادی از طرف «ادوارد اول» پادشاه انگلستان به ایران فرستاده شد تا از ارغون پادشاه مغول علیه ترک‌های عثمانی کمک بخواند، ولی مأموریت او با ناکامی مواجه شد.
بخش نخست فهرست زیر نمایندگانی از سوی دولت بریتانیا را شامل می‌شود که عنوان وزیر مختار را به عهده داشتند.

## فرستادگان فوق‌العاده و وزرای تام‌الاختیار (۱۸۰۷–۱۹۴۴)

### پیش ازمشروطه
- ۱۸۰۰–۱۷۹۹: میرزا مهدی‌علی‌خان بهادرجنگ، فرستادهٔ ویژهٔ کمپانی هند شرقی بریتانیا
- ۱۸۰۱–۱۸۰۰، ۱۸۰۸، ۱۸۱۰: سر جان مَلکُم، فرستادهٔ ویژهٔ کمپانی هند شرقی بریتانیا
- ۱۸۱۱–۱۸۰۷: سر هارفورد جونز، نمایندهٔ تام‌الاختیار دولت بریتانیا
- ۱۸۱۴–۱۸۱۰: سر گور اوزلی، سفیر فوق‌العاده و تام‌الاختیار دولت بریتانیا
- آوریل ۱۸۱۴ - اکتبر ۱۸۱۵: جیمز جی موریه، وزیر مختار (موقت) دولت بریتانیا
- ۱۳ آوریل ۱۸۱۴: سر هنری الیس، معاون وزیر مختار (موقت) در غیاب جیمز موریه
- ۱۸۱۵–۲۲ و ۲۶–۱۸۲۳: سرهنگ دوم هنری ویلوک، کاردار
- ۱۸۲۲–۲۳: سرگرد جی. ویلوک، معاون کاردار
- ۲۹ ژوئیه ۱۸۲۶: سرهنگ جان مکدونالد کینِر، فرستاده ویژهٔ کمپانی هند شرقی بریتانیا
- ۱۸۳۰–۱۸۲۷: جان مکدونالد کینِر، کاردار
- ۱۸۳۵–۱۸۳۰: سر جان کمبل فرستادهٔ کمپانی هند شرقی
- ۱۸۴۲–۱۸۳۶: سر جان مَک‌نایل نماینده فوق‌العاده و وزیرمختار
  - به دلیل محاصرهٔ هرات هیچ نماینده‌ای از سوی بریتانیا در ایران وجود نداشت.
- ۱۸۵۴–۱۸۴۴: سرهنگ جاستین شیل منشی هیئت در فوریه ۱۸۳۶، رئیس هیئت ۱۸۳۹–۴۴، نماینده فوق‌العاده و وزیرمختار ۱۸۴۴–۵۴
  - ۱۸۴۷–۱۸۴۹: سرهنگ دوم فرانسیس فارانت، کاردار
  - ۱۸۴۹، ۱۸۵۳–۵۵: ویلیام تیلور تامسون، کاردار
- ۱۸۵۵–۱۸۵۴: سر چارلز موری نماینده فوق‌العاده و وزیرمختار دولت بریتانیا
  - ۱۸۵۷–۱۸۵۵ - به دلیل جنگ‌های ایران و انگلیس، هیچ نماینده‌ای از سوی دولت بریتانیا در ایران حضور نداشت.
- ۱۸۵۹–۱۸۵۷: سر چارلز موری نماینده فوق‌العاده و وزیرمختار دولت بریتانیا
- ۱۸۵۸–۵۹: سر ویلیام دوریا، کاردار
- ۱۸۶۰–۱۸۵۹: ژنرال سر هنری راولینسون
- ۱۸۷۲–۱۸۶۰:سر چالز آلیسون
  - سر لوئیس پلی شارژ دافر ۱۸۶۰
  - سر رونالد فرگوسن تامسون شارژ دافر ۱۸۶۰–۱۸۶۲
  - ادوارد ایستویک شارژ دافر ۱۸۶۲–۱۸۶۳
  - سر رونالد فرگوسن تامسون شارژ دافر ۱۸۶۳–۱۸۷۰
  - ویلیام دیکسون ۱۸۷۰–۱۸۷۲
  - سر رونالد فرگوسن تامسون شارژ دافر ۱۸۶۳–۱۸۷۰
- ۱۸۷۹–۱۸۷۲:سر ویلیام تیلور تامسون
  - سر رونالد فرگوسن تامسون شارژ دافر -۱۸۷۸–۱۸۷۹
- ۱۸۸۷–۱۸۷۹:سر رونالد فرگوسن تامسون
  - آرتور نیکلسون شارژ دافر ۱۸۸۵–۱۸۸۶
- ۱۸۹۰–۱۸۸۷:سر هنری دراموند ولف
  - روبرت جان کندی شارژ دافر ۱۸۹۰–۱۸۹۱
- ۱۸۹۴–۱۸۹۱: سر فرانک سی لاسلز
- ۱۹۰۰–۱۸۹۴:سر مورتیمر دیورند
- ۱۹۰۵–۱۹۰۰: سرآرتور هاردینگ
  - ویلیام ارسکین (دیپلمات) شارژ دافر ۱۹۰۲–۱۹۰۴
  - اولین گرانت داف شارژ دافر ۱۹۰۴–۱۹۰۵

### دوران مشروطه
- ۱۹۰۸–۱۹۰۶:سر سیسیل اسپرینگ رایس
  - اولین گرانت داف شارژ دافر ۱۹۰۵–۱۹۰۶
- ۱۹۱۲–۱۹۰۸:سر جرج باکلی
- ۱۹۱۵–۱۹۱۲:سر والتر تاونلی
- ۱۹۱۸–۱۹۱۵:سر چارلز مارلینگ
- ۱۹۲۰–۱۹۱۸:سر پرسی کاکس
- ۱۹۲۱–۱۹۲۰:سر هرمان نورمن
- ۱۹۲۵–۱۹۲۱:سر پرسی لورن

### دوره پهلوی
- ۱۹۲۶–۱۹۲۵: سر پرسی لورن
- ۱۹۲۶–۱۹۳۱: سر رابرت کلایو
- ۱۹۳۱–۱۹۳۴: سر ریجینالد هوار
- ۱۹۳۴–۱۹۳۶: سر هوگه ناچبول-هوگسن
- ۱۹۳۶–۱۹۳۹: سر هوراس سیمور
- ۱۹۴۲–۱۹۴۴: سر ریدر بولارد

## سفیران فوق‌العاده و تام‌الاختیار (۱۹۴۴–۱۹۸۰)
در این دوران ۱۱ سفیر در ایران خدمت کردند که سر جان گراهام در دوران پهلوی و اوایل انقلاب سفیر بریتانیا در ایران بود. همچنین فرانسیس شپرد دو دوره یعنی در دوران قبل و بعد از ملی شدن نفت نماینده بریتانیا در ایران بود و طولانی‌ترین دوران سفارت را دنیس رایت با ۸ سال و کوتاهترین را  جان گراهام با یک سال سفارت بر عهده داشته است.

### سفیران فوق‌العاده و تام‌الاختیار بریتانیا در دوران پهلوی
در سال ۱۳۲۳ شمسی (۱۹۴۵) میلادی نمایندگی بریتانیا تبدیل به سفارت شد.
- سر ریدر بولارد (۱۹۴۴ تا ۱۹۴۶)
- سر جان لو روگتل (۱۹۴۶ تا ۱۹۵۰)
- سر فرانسیس شپرد (۱۹۵۰ تا ۱۹۵۲)
- به دلیل ملی شدن شرکت نفت ایران و انگلیس و قطع روابط ایران وانگلستان، نماینده‌ای نداشت (۱۹۵۲ تا ۱۹۵۳)
- سر فرانسیس شپرد (۱۹۵۲ تا ۱۹۵۴)
- سر راجر استیونس (۱۹۵۴ تا ۱۹۵۸)
- سر جفری هریسون (۱۹۵۸ تا ۱۹۶۳)
- سر دنیس رایت (۱۹۶۳ تا ۱۹۷۱)
- سر پیتر رمزباتم (۱۹۷۱ تا ۱۹۷۴)
- سر آنتونی پارسونز (۱۹۷۴ تا ۱۹۷۹)
- سر  جان گراهام (۱۹۷۹ تا ۱۹۸۰)

### جمهوری اسلامی ایران
- سر جان گراهام (۱۹۷۹ تا ۱۹۸۰)

## رؤسای دفتر حفاظت منافع بریتانیا، سفارت پادشاهی سوئد، تهران
بحران اشغال سفارت ایران در لندن در روز چهارشنبه ۱۰ اردیبهشت ۱۳۵۹ (۳۰ آوریل ۱۹۸۰) در پی حمله و اشغال سفارت ایران در لندن که توسط عده‌ای که خود را «گروه الشهید» آغاز شد و به اشغال شش روزهٔ سفارت ایران در لندن انجامید. دولت بریتانیا نیز سفارت خویش را در تهران تعطیل نمود و سفارت سوئد را به عنوان حافظ منافع خویش در تهران تعیین نمود.
- استفن بارت (۱۹۸۰ تا ۱۹۸۱)
- نیکلاس جان برینگتون (۱۹۸۱ تا ۱۹۸۳)
- از سال ۱۹۸۳ تا ۱۹۸۶ مایکل سیمپسون-اورلبار و به دنبال آن کریستوفر ماکری
- ماه مه ۱۹۸۶ ایران از پذیرش هیو جیمز آربوتنوت رئیس بخش منافع بریتانیا در سفارت سوئد در تهران جلوگیری کرده و در برابر نیز انگلستان از پذیرش حسین مالوک به عنوان کاردار ایران در لندن، به دلیل مشارکت او در حضور در گروگان‌گیری در سفارت ایالات متحده آمریکا در سال ۱۹۷۹ خودداری کرد.
- پل اندرو رمزی (۱۹۸۸)
- در ۱۹۸۹–۱۹۹۰ به دلیل اعلام فتوای قتل سلمان رشدی توسط آیت الله خمینی، دولت بریتانیا نماینده نداشت.

## نمایندگان و سفیران فوق‌العاده و تام‌الاختیار بریتانیا در جمهوری اسلامی ایران
پس از برقراری رابطه بین ایران و بریتانیا ۱۰ نفر به عنوان مسئول سفارت در مقام‌های کاردار و سفیر فوق‌العاده و تام‌الاختیار در ایران مشغول به کار شدند.

### کاردار
- دیوید رداوی (۱۹۹۰ تا ۱۹۹۳) کاردار
- سر جفری جیمز (۱۹۹۳ تا ۱۹۹۷) کاردار

### فوق‌العاده و تام‌الاختیار
- سر نیکلاس براون (۱۹۹۷ تا ۲۰۰۲)
- سر ریچارد دالتون (۲۰۰۳ تا ۲۰۰۶)
- سر جفری آدامز (۲۰۰۶ تا ۲۰۰۹)
- سر سایمون گس (۲۰۰۹ تا ۲۰۱۱)
- سر دومنیک جان چیلکات (۲۰۱۱ تا ۲۰۱۲)
- نیکولاس هاپتون (۲۰۱۶ تا ۲۰۱۸)[۲]
- رابرت مکر (۲۰۱۸ تا ۲۰۲۱)
- سایمون شرکلیف (۲۰۲۱–۲۰۲۴)[۳]
- هوگو شورتر (۲۰۲۴-)[۴]